# ひとりぼっちの天使
『ひとりぼっちの天使』（原題：Ministern）は、1970年のスウェーデン映画。

## ストーリー
内務大臣の父と小児科医の母をもつ4歳の男の子のマッツは、家事・手伝いの娘ネンナにだけ心を開いていた。

## キャスト
- マッツ・オルフェルト
- アンヌ・ノルド
- ヤール・キューレ
- マルガレータ・クルーク
- アラン・エドヴァル

## スタッフ
- 監督：ヤール・キューレ
- 製作：ヨーラン・リンドグレン
- 撮影：ルネ・エリクソン
- 音楽：チェル・ニクラソン、ペール・ペールソン
- 編集：カール・オロ・スケップステッド
- 字幕監修：岡枝慎二